# Termitostroma ivorense
Termitostroma ivorense är en tvåvingeart som beskrevs av Delachmabre 1965. Termitostroma ivorense ingår i släktet Termitostroma och familjen puckelflugor.
Artens utbredningsområde är Elfenbenskusten. Inga underarter finns listade i Catalogue of Life.